# Oshkosh M-ATV
Oshkosh M-ATV – samochód opancerzony (ang. MRAP-All Terrain Vehicle) przeznaczony dla wszystkich rodzajów Sił Zbrojnych Stanów Zjednoczonych, zaprojektowany dla zastąpienia wykorzystywanych w tej roli w Wojnie w Afganistanie XX w. opancerzonych wersji HMMWV.

## Historia
Pojazd opracowano z wykorzystaniem wcześniejszych doświadczeń przy używanych w Iraku i Afganistanie pojazdów odpornych na wybuchy min (MRAP), głównie Cougar i International MaxxPro, które przy masie prawie 20 ton znacznie zwiększyły przeżywalność w zasadzkach z wykorzystaniem min-pułapek, ale były mniej mobilne na górzystych i nieutwardzonych drogach Afganistanu. Ich mała stabilność stwarzała też ryzyko wypadków. Pojazd  M-ATV powstał w odpowiedzi na wymagania armii USA ogłoszone 8 grudnia 2008 roku na pojazd minoodporny, który jednocześnie zapewniałby możliwość sprawnego poruszania się w trudnym terenie. W konkursie, w którym brało udział sześć firm ze swoimi pojazdami klasy M-ATV, zwyciężyła 30 czerwca 2009 roku konstrukcja firmy Oshkosh. Samochód osadzono na zmodyfikowanym podwoziu najkrótszej ciężarówki rodziny MTVR, z udanym zawieszeniem konstrukcji Oshkosh TAK-4, zapewniającym wysokie własności terenowe. Pojazd zapewnia ochronę na poziomie 4a według STANAG 4569 i chroni przy wybuchu pod kołem miny o masie do 10 kg TNT; kabiny pojazdów dostarcza działająca w USA, izraelska firma Plasan, specjalizująca się w lekkich pancerzach kompozytowych.

## Użytkownicy
- Arabia Saudyjska – w 2013 zakupiono ok. 450 szt, użyte podczas interwencji w Jemenie.
- Chorwacja – łącznie 172 sztuki przekazane bezpłatnie.
- Polska – przekazano 124 szt.
- Stany Zjednoczone
- Unia Afrykańska – przekazano 20 szt.
- Uzbekistan – przekazano ok. 162 szt.
- Zjednoczone Emiraty Arabskie – od 2011 do 2013 zakupiono 849 szt.

Siły Zbrojne Stanów Zjednoczonych zamówiły 5219 pojazdów M-ATV, w tym 2598 dla US Army i 1565 dla US Marine Corps. Rozpoczęcie dostawy przewidywano od lipca 2009 roku. Polska była pierwszym użytkownikiem spoza USA – pewną liczbę M-ATV wypożyczono na przełomie 2010/2011 roku PKW Afganistan; były one dodatkowo chronione ekranami siatkowymi przeciw granatnikom RPGNet. 21 grudnia 2011 roku pod polskim M-ATV eksplodował ładunek o masie szacowanej na 100 kg, który zabił wszystkich pięciu żołnierzy znajdujących się w pojeździe.
25 lutego 2015 roku Departament Obrony Stanów Zjednoczonych podarował polskim Wojskom Specjalnym 45 kilkuletnich wozów M1240A1 po służbie w składzie ISAF, o niewielkim przebiegu. Ich wartość oszacowano na 7,76 mln USD (28,5 mln zł), ponadto przyznano grant prawie 2 mln USD na zakup części. Po półtorarocznym remoncie pojazdy w liczbie 39 sztuk trafiło do Jednostki Wojskowej Agat, a sześć do Jednostki Wojskowej Komandosów. 
31 lipca 2023 r. Podpisano umowę na dostawę pojazdów firmy Oshkosh w ramach programu Excess Defense Articles (EDA). Ostatecznie do Polski dotarły 9 stycznia 2024 roku.